# Альберт I (граф Горицы)
Альберт I (нем. Albert I.; 1240/1245 — до 7 сентября 1304) — граф Горицы и Тироля из рода Мейнхардинеров. В некоторых документах называется Альбрехт. Второй сын Мейнхарда I фон Гёрц-Тироль (ум. 1258), герцога Каринтии, и его жены Адельгейды Тирольской.

## Биография
С 1252 года (сначала — вместе с братом Мейнхардом) находился в заложниках у архиепископа зальцбургского. (В 1252 году Мейнхард I и его тесть граф Тироля Альберт IV выступили против архиепископа Зальцбургского Филиппа Шпонгейма и его отца герцога Бернхарда Каринтийского, но были разбиты и попали в плен. Освободились за большой выкуп. Кроме того, Мейнхард I был вынужден отдать в заложники архиепископу своих сыновей).
В 1262 году Альберт I был освобождён архиепископским министериалом Гебхардом фон Фельвен за 800 марок серебра.
После освобождения Альберта братья сначала управляли наследственными землями сообща. В 1267 (или 1271) году они разделились: Мейнхард II как старший взял себе графство Тироль, Альберт I получил Горицу и родовые владения в Фриуле, Истрии, Каринтии и Пустертале.
Всё время своего правления Альберт I воевал с соседями — патриархами Аквилеи, иногда объединяясь с ними для борьбы с территориальной экспансией республики Венеция. В итоге он значительно увеличил свои владения в Истрии.

## Семья
У Альберта I было две жены:
- (ок. 1266) — Евфемия, дочь Конрада II, князя Силезско-Глоговского;
- (контракт от 29 мая 1275) — Евфемия, дочь графа Германа I фон Ортенбурга.

Дети (все — от второй жены):
- Генрих III (ум. 1323), граф Горицы.
- Альберт II (ум. 1325/27), регент Горицы с 1323.
- Клара Евфемия, муж (1296) — Альбрехт III, граф Гогенберг.
- Эмерентиана, муж — Балтазар фон Вельсберг.
- дочь, муж — Иван Бабонич, бан Хорватии.